# 機械印
機械印（きかいいん）とは、自動押印機に用いられている郵便の消印のことで、基本的には切手を抹消する波形部分と、郵便局の名前、取り扱い年月日を表示する円形の日付部分から構成されている。
国内郵便用と外国郵便用とに大別され、国内郵便用には普通機械印、標語印、広告入り印、年賀印、初日印、選挙印などがある。

## 種類

### 普通機械印
普通機械印は、1914年（大正3年）に初めて実用化された林式機械印が最初で、それ以降は、小代式、平川式、D型、大賀式、戦前統一型、戦後統一型、和欧両文併用型などが使用されてきた。

### 欧文機械印
1960年代に東京・大阪・京橋などの一部の局で使用された大量引き受けの海外宛て郵便物へ押した。

### 標語印
標語印とは、国の政策や郵便事業の周知・宣伝のスローガンを入れた消印のことを称する。1911年（大正13年）には、手押しのゴム印も登場した。

### 広告入り印
広告入り日付印とは、標語の代わりに官庁や民間会社が広告を入れた消印のことを称する。1950年（昭和25年）～1952年（昭和27年）に実施された。

### 年賀印
年賀印とは、年賀特別取扱期間中に差し出された年賀郵便物を1月1日の日付で引き受ける消印のことを称する。1936年（昭和11年）から使用され、第二次世界大戦に中断をしたが1950年（昭和25年）に復活した。

### 初日印
正式名称を初日用通信日付印（しょにちようつうしんにっぷいん）といい、切手やはがきの発行日に、その1日だけの初日押印のために使用される消印のことを称する。
日本ではアメリカ製の機械印が用いられており、抹消部にハトのマークが入れられている（そのため「ハト印」ともよばれる）。
押印は午前中に限られているが、一部の郵便局では午後になっても押印することができる。
- 1965年9月21日の「第9回国際原子力機関総会」切手で初めて使われた。

### 選挙印
選挙印とは、公職選挙法の規定にしたがって候補者が選挙運動のために差し出す選挙葉書に押印する消印のことを称する。表示される年月日は、選挙の公示日または告示日を示しており、選挙期間中は同じ日付のまま使用される。